# Maurice Durosoy
Maurice Durosoy est un officier général et écrivain français, né le 20 mai 1898 à Paris 7e et décédé le 26 septembre 1988 à Hautefort, collaborateur de Lyautey au Maroc pendant le protectorat français et combattant de la Libération.

## Biographie
Né dans une famille de militaires, d'hommes d'Église et de philosophes, Maurice Durosoy s'engage volontairement à dix-sept ans dans l'Armée française, en 1915. Après l'armistice, il entre à Saint-Cyr, dans la promotion des Croix de Guerre.
À sa sortie de l'École, il devient officier des Affaires indigènes au Maroc puis chef du bureau politique de la Résidence générale en 1924. C'est alors qu'il devient aide de camp puis chef de cabinet du maréchal Lyautey de 1924 à 1934, qu'il considèrera toute sa vie comme son mentor. Après la mort du Maréchal, il est envoyé en mission à Rio de Janeiro. Puis il rejoint l'Afrique du Nord avec le grade de commandant et fait la campagne de la Libération avec la 1re Armée française du Rhin et du Danube, à la tête du 2e régiment de cuirassiers (2e RC).
En 1945, il prend la direction de l'École de Saumur. Général de brigade en 1947, il devient directeur du cabinet du maréchal Juin, après quoi il est nommé attaché militaire à Londres et membre du comité militaire de l'O.T.A.N. Il termine sa carrière comme inspecteur général de la Défense intérieure et membre du Conseil supérieur des forces armées.
Il est général de corps d'armée quand il passe en deuxième section. Mais sa retraite n'est pas inactive : il préside le Comité des amitiés africaines. Il est membre de l'Académie des sciences d'outre-mer.
En 1985, il épouse la baronne Simone de Bastard, née David-Weill, propriétaire du château de Hautefort en Dordogne. Il meurt trois ans plus tard et est inhumé à Hautefort.